# Palatul Reduta din Cluj-Napoca
Palatul „Reduta” din Cluj-Napoca, situat pe str. Memorandumului la nr. 21, adăpostește Muzeul Etnografic al Transilvaniei, fiind una dintre cele mai vechi clădiri din Cluj-Napoca, datată din secolul al XVI-lea.

## Istoric
În secolele XVIII-XIX, în clădire a existat cel mai important han al Clujului, ”Calul Bălan”. În perioada 1810-1812 clădirea a fost refăcută în stil neoclasic, ea devenind în secolul al XIX-lea, unul dintre cele mai importante edificii politice, administrative și culturale ale Transilvaniei și primind numele de Reduta.
În această clădire s-a întrunit Dieta Transilvaniei din 1790-1791 și s-a respins memoriul națiunii române din Transilvania Supplex Libellus Valachorum .
Clădirea a adăpostit în perioada 1848-1865 Dieta Transilvaniei. Aici s-a reunit și cea din urma Dietă, în care națiunea română, majoritară, nu a fost reprezentată deloc și care a decis, în 1865, unirea Transilvaniei cu Ungaria. 
În sala principală s-au desfășurat concerte și baluri celebre, aici concertând mari muzicieni ca Johannes Brahms, Franz Liszt, Béla Bartók și George Enescu.
În 1923 s-a organizat în clădire Congresul general al Sindicatelor din România. 
Clădirea a rămas celebră mai ales pentru adăpostirea procesului memorandiștilor din 1894, unul dintre marile procese politice ale secolului, cu ecouri ample în întreaga presă europeană. În 1892 mai mulți intelectuali români din Transilvania au prezentat împăratului Franz Josef al Austriei, un Memorandum prin care protestau împotriva politicii de deznaționalizare a guvernului maghiar. Memorandiștii au fost judecați și condamnați la închisoare. În pledoaria rostită în cadrul procesului, Dr. Ioan Rațiu a rostit memorabilele cuvinte: "Existența unui popor nu se discută, se afirmă!".
Odată cu sfârșitul secolului al XIX-lea, în Cluj sunt construite noi edificii culturale și administrative, iar importanța clădirii scade. Pentru o perioadă a funcționat aici Muzeul de Artă, iar apoi (cu începere din anul 1959) Muzeul Etnografic al Transilvaniei, care este adăpostit aici și astăzi.